# Игуманија Михаила (Кнежевић)
Михаила (световно Ратимирка Кнежевић; Витково код Александровца, 11. јул 1917 — Манастир Благовештење Рудничко, 17. децембар 2014) била је најстарија српска игуманија и 70 година као старешина Манастира Благовештења Рудничкога.

## Биографија

### Детињство
Игуманија хаџи-Михаила, у свету Ратимирка Кнежевић, рођена је 11. јула 1917. године у селу Витково, од побожних и врло имућних родитеља.
У врло скромном и побожном животу од детињства је била загрејана у љубави према Господу.
Године 1935. Ратимирка се договори са својом другарицом да побегну у манастир.

### Монашки пут
Ратимирка напушта родитељски дом и одлази за манастир. Када је пошла јавила се мајци да иде у Александровац да нешто купи. Из Александровца, касно увече, полази за манастир са једним хришћанином и његовом ћерком.
Целу ноћ су путовали до Ниша, а затим за Манастир Дивљане. На сам празник Ваведења стигли су у току св. Литургије. Када су ушли у храм монахиње су клечале у току Службе.
Њиховој радости није било краја. Ратимирка је благодарила Господу и Мајци Божјој што је њена жеља испуњена. Од тога дана Ратимирка се предаје вољи Божјој и својој духовној матери Диодори, рускињи.
Послушање прима са радошћу. У почетку је био проблем познавање руског језика, али и то је савладала.
У манастиру је живело 70 сестара и свака је имала своје послушање. Манастирско правило је било строго и свака искушеница је морала да прође сва послушања.
Пошто је Ратимирка била здрава и способна за сваки рад – прихватала је најтежа послушања. Руске сестре су биле претежно старије и Ратомирка преузима рад са коњима у башти и радионици.
Године 1938. игуманија Диодора одлази за Македонију са 40 сестара и духовником, а осталих 30 остале су у Манастиру Дивљану.
Са собом игуманија Диодора је повела и 8 младих српских сестара, а међу њима и Ратомирку.
Пошто је Манастир Дивљане био сиромашан, а сестара доста, игуманија Диодора је морала да пређе у Македонију, у манастир Свете Пречисте код Кичева. Манастир је био врло богат. Овде је по доласку Ратомирка замонашена добивши име Марина.
Године 1947. основана је Шумадијска епархија и за првог епископа изабран је викарни владика Валеријан Стефановић. Владика је исте године посетио Манастир Благовештење Рудничко.

### Старешина Манастира Благовештења Рудничкога
Мати Михаила постаје старешина Манастира Благовештења Рудничкога 2. јула 1948. године.
Живот сестара у Благовештењу без крова над главом, био је претежак. Године 1950. владика Валеријан Стефановић долази у Благовештење, са двојицом свештеника и доводи Чеду Огњановића, предузимача из Крагујеваца, ради обнове великог конака: средстава нема а предузимач тражи много; али почети се мора.
На крају предузимач Чеда прихвати да озида и покрије порушени конак за 300.000 динара.
Временом су и остали радови на конаку завршени и 19. августа 1956 владика Валеријан је освештао конак. Слављу и радости није било краја.
Наредне 1957. године први пут је прослављена храмовна слава Благовести. Идуће 1958. године подигнута је трпезарија у дужини 23 m и освећена на Преображење Господње.
У Благовештењу радови се и даље настављају. Са северне стране, у наставку великог конака, продужен је конак у дужини 25 m. Исти је завршен и освећен 1963. године.
Године 1966. игуманија Михаила полази на ходочашће у Јерусалим на поклоњење Христовом гробу и другим светињама.
По повратку из Свете Земље, игуманија хаџи-Михаила са сестринством подиже 1967. летњу трпезарију са пекаром у дужини 15 m.
Кроз две године у наставку од пекаре подиже зграду у дужини 17 m кухињу и трпезарију за сестринство као и помоћне просторије.
Радови у Манастиру Благовештењу Рудничком не престају. Године 1970. подигнута је магаза са три гараже а затим и штала дужине 23 m са сењаком.
Конак, који је подигнут 1950. године, чије су таванице биле од коленика са сеном и блатом, требало је реновирати.
Игуманија Михаила доводи 1972. године инжењера Воју Драгића и брата Предрага из Београда, да изграде пројекат да се подигне таваница на великом конаку и стави бетонска плоча.
Предложено је да се над плочом подигне зимска капела и још четири просторије. Владика Сава Вуковић је благословио пројекат и све је ишло по плану. По завршеним радовима владика Сава је осветио капелу уз учешће 50 свештеника.
Пошто је на сали ослабио кров, требало је поставити плочу, и у покровљу подигнуте су сестринске собе и уведено је грејање. Доведен је асфалтни пут до манастира.
Била је најстарија монахиња (80 год. монаштва) и игуманија (68 г.) у СПЦ.

### Смрт
Упокојила се у Господу 17. децембара 2014. године у својој 97 години.
Сутрадан, 18. децембара Његово преосвештенство епископ шумадијски Г. Јован Младеновић, служио је заупокојену Литургију, а у наставку је служено монашко опело.
Сахрањена је у порти Манастира Благовештења Рудничкога.